# Rhynchothorax mediterraneus
Rhynchothorax mediterraneus är en havsspindelart som beskrevs av Costa, O.G. 1861. Rhynchothorax mediterraneus ingår i släktet Rhynchothorax och familjen Rhynchothoracidae. Inga underarter finns listade i Catalogue of Life.